# Matfaï
Matfaï est une localité du Cameroun située dans le département du Mayo-Kani et la Région de l'Extrême-Nord. Elle fait partie de la commune de Mindif.

## Population
En 1976, on distinguait trois localités : Matfaï Garre, avec 386 habitants (322 Peuls et 64 Mofu) ; Matfaï Kera, avec 22 habitants, des Kéra ; Matfaï Massa, avec 29 habitants, des Massa. 

À cette date, Matfaï Garre disposait d'une école publique à cycle complet. Un marché hebdomadaire s'y tenait le jeudi. 
Lors du recensement de 2005, 4 271 personnes y ont été dénombrées à Matfaï (ensemble).